# Pilot chart
Une pilot chart ou pilot-chart (de l’anglais : pilot chart, lit. : « carte de pilotage ») est une carte marine employée dans le domaine maritime afin de déterminer une route en fonction des conditions climatiques moyennes pour chaque mois de l’année.

## Généralités
Les cartes de pilotages fournissent des informations sur l'état des conditions de navigations par régions et une période de l'année. Il existe des cartes pour chaque mois de l'année et pour chaque grande zone océanique. Les cartes de pilotage ne peuvent en aucun cas remplacer le suivi des bulletins météorologiques du moment. Les indications sur la carte sont seulement des statistiques calculées sur la base d'observations faites sur de très longues périodes.

## Zone de couverture
Les cinq zones de navigations couvertes par les cartes de pilotages sont :
- Atlantique Nord
- Atlantique Sud
- Pacifique Nord
- Pacifique Sud
- Océan Indien

## Contenu des cartes de pilotage
On trouve sur les cartes de pilotage différentes informations utiles à l'établissement d'un plan de route d'un point à un autre du globe.
Les différentes informations sont :
- La vitesse et direction des vents moyens.
- La vitesse et direction des courants moyens.
- La déclinaison magnétique.
- La température moyenne de l'air.
- La pression atmosphérique moyenne.
- La visibilité moyenne.
- La hauteur moyenne des vagues.
- La limite moyenne des glaces en dérive.
- L'historique des trajectoires des cyclones tropicaux.
- etc.

### Les vents

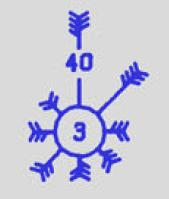
Rose des vents

Les vents sont représentés par une rose des vents bleue dans chaque zone « carrée » de largeur 5° en latitude et 5° longitude. Elle montre la distribution des vents qui ont prévalu dans la zone pour la période d'observation. Les flèches composant cette rose sont disposées tous les 45°. La longueur de celles-ci indique le pourcentage du nombre total d'observation dans lequel le vent a soufflé de leur direction. Le nombre de pennes au bout des flèches indique la force moyenne du vent en Beaufort. 
Lorsque la longueur de la flèche est trop grande pour une lecture confortable sur la carte, le pourcentage est directement indiqué sur la flèche.
Le nombre écrit au milieu de la rose des vents indique le pourcentage de périodes calmes.

### Les courants

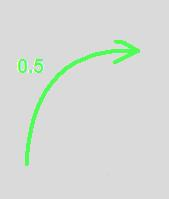
Flèche de courant sur une carte de pilotage

Les courants dominants sont représentés par des flèches vertes sur la carte de pilotage. Le nombre sur le côté indique la vitesse moyenne du courant en nœuds. Les flèches interrompues indiquent le courant le plus probable lorsque les observations sont trop clairsemées dans le temps, mais surtout indiquent l'irrégularité du courant.